# Đuro Augustinović
Đuro Augustinović (Agustinović)  (Glina, 13. travnja 1816. – Zagreb, 8. travnja 1870.), hrvatski liječnik i filolog, pionir izradbe hrvatskoga medicinskog nazivlja

## Životopis
Augustinović se rodio u Glini u hrvatskoj obitelji.  U Zagrebu učio filozofiju, a medicinski studij završio je u Beču na Jozefinskoj vojnomedicinskoj akademiji 1844. godine. Disertacija je bila o topografskoj anatomiji. Đurina disertacija bila je prvi sustavni pokušaj izradbe hrvatskoga medicinskog nazivlja. Radio je u Beču, Zadru i Milanu kao vojni liječnik. Službovao u Rijeci. Nekoliko je godina službovao u glinskoj pukovniji, a na kraju je bio u Zagrebu.
Idejno uvjeren za ideje ilirskog preporoda. Družio se s uglednim ilircima, pored ostalih u Glini s barunom Josipom Jelačićem i Karlovčankom Dragojlom Jarnević. Dok je službovao u Zadru 1847. i 1848., sa skupinom istomišljenika (Mate Šantić, Ivan Brozović, Dimitrije Oklopdžija, Đuro Agustinović i Jerolim Karanton) predložio je pravila za čitaonicu i knjižnicu koju su 1847. odlučili osnovati predstavnici zadarskih građana i onodobni zadarski intelektualci, a prema uzoru na slične u tadašnjoj banskoj Hrvatskoj. Dalmatinska hrvatska čitaonica Gabinetto di lettura illirico Dalmata je zaživjela, 23. veljače 1848. vlada Kraljevine Dalmacije Namjesništvo odobrilo je ta pravila. Čitaonica je bila svojevrsni nastavak čitaonice iz 1807. a predhodila je čitaonici iz 1862. godine. Ilirsko ime odnosilo se na hrvatsko ime, a premda je car zabranio uporabu ilirskog imena, ime je ostalo jer se najviše to pravilo primjenjivalo u banskoj Hrvatskoj. Hrvate u Kraljevini Dalmaciji poticao je na poslovanje na materinskom hrvatskom, umjesto do tada raširene prakse poslovanja na talijanskom.
Usprkos tome što je bio ilirac, bio je drukčijih pravopisnih zamisli. Pisao je svojom osebujnom grafijom. Ulagao je napore da se uvede fonološki pravopis ("blagoglasni"), ukinu velikih slova i na početku rečenice i kod vlastitih imena, opravdavajući to staroslavenskom azbukom, pisanje posebnog grafema za slogotvorno r, zasebni grafem za neslogotvorno r i dr. te da se reformira latinicu i ćirilicu na način da se stiliziranjem ćirilice i latinice oba pisma učine bliska i neodbojna i Hrvatima i Srbima. Djela mu nisu utjecala na razvoj hrvatskoga slovopisa i pravopisa. Njegov rad i djelatnost bili su ishod nasljeđenih prosvjetiteljskih ideja na planu zdravstvenog osvješćivanja. Augustinović se naslanjao na djelovanje Jeana Baptistea Lalanguea te narodnosnog zanosa na području zdravstvene kulture u vrijeme ilirizma. Iako nije utjecao na razvitak hrvatskog slovopisa i pravopisa, utjecao je na rad i djelovanje jednog Dežmana, Schwarza pak i Šuleka.
Pionir hrvatske zdravstvene periodike. Pokrenuo je časopis Slovinski prvenci o naravi i zdravlju koji je izašao prvo u Beču 1860., potom je izlazio u Rijeci sljedeće dvije godine pod nazivom Rvacki prvenci o naravi i zdravlju. Pionir je i na polju poučno-zabavno-književnih listova. Pokrenuo je list Vila sinjega morja koji je izlazio 1860–62., 1864., 1867. – 68. godine.

## Djela
Augustinovićeva filološka djela:
- Misli o ilirskom pravopisu, 1846.
- Odziv poziva, 1849.
- Glasovi i pismo slovinskoga jezika, 1850.

## Vanjske poveznice
- Google Knjige Besplatna e-knjiga: Đ. Augustinovića Misli o ilirskom pravopisu: s tablicom glagolski i ćirilski slovah